# Kalchbühler
Die Kalchbühler (Chalchbüeler) ist eine Schweizer Sorte der Birne (Pyrus communis).

## Synonyme
Synonyme für Kalchbühler sind Kalkbühler (Standardsprache) und Chalchbüeler (Dialekt).

## Herkunft und Verbreitung
Die Sorte ist in Chalchbüel in der Gemeinde Richterswil, Kanton Zürich (Schweiz) entstanden. Ihre Hauptverbreitung hat sie in den Schweizer Gemeinden Richterswil, Wädenswil und Horgen. Ausserhalb der Schweiz kommt die Sorte nicht vor.

## Baum

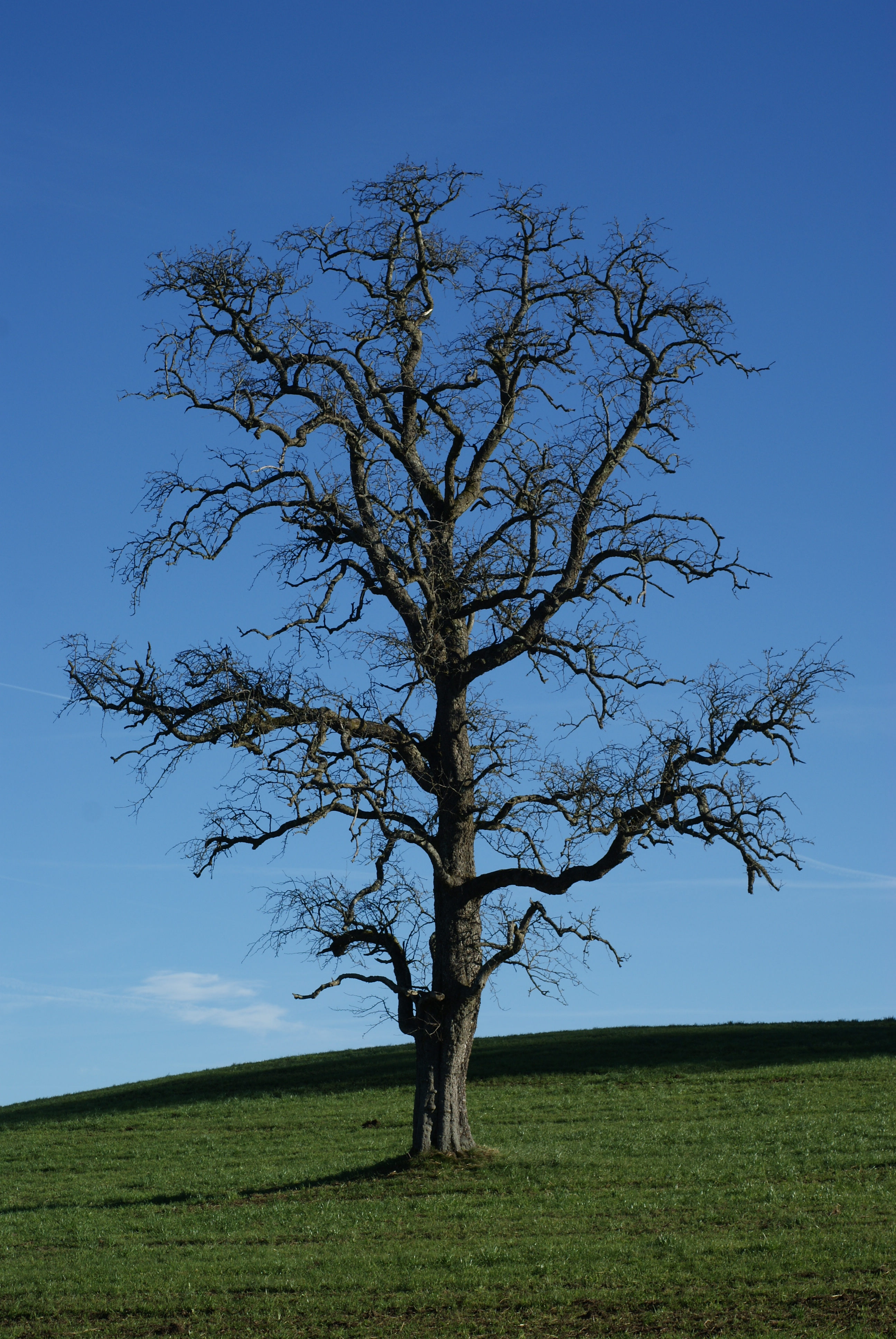
Der Baum zeichnet sich durch eine Wuchsform aus, die der einer Eiche ähnlich sieht

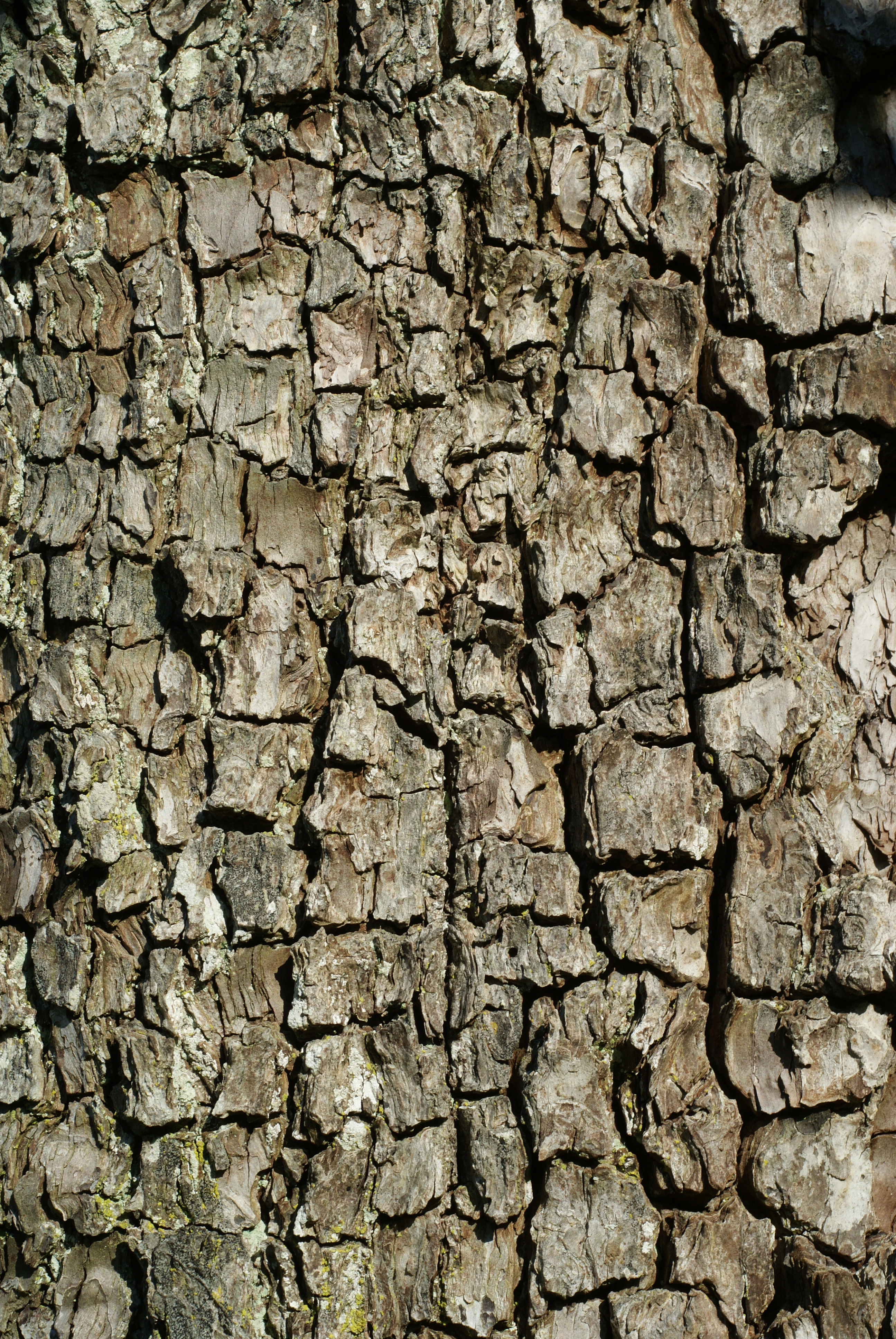
Der Stamm hat eine sehr raue, grob strukturierte Borke

Der Baum wächst mittelmässig bis stark und bildet eine mittelgrosse, schmal-pyramidale Krone. Die Sorte stellt geringe Ansprüche an den Boden und trägt gut.
Als Hochstamm bildet die Sorte einen schönen Landschaftsbaum. Seine unverwechselbare Form erinnert an eine Eiche. Die Äste sind leicht hängend. Die Borke ist rau, am Stamm bilden sich gerne Beulen, die ihm ein knorriges Aussehen verleihen.
Als Spindel erzogen, bildet die Sorte einen schönen, gesunden Baum und trägt schon früh ausserordentlich stark. Die Sorte bringt jedes Jahr viel Ertrag. Die Sorte blüht recht früh und kurz.

## Frucht
Die Form der Frucht kann stark variieren. Es gibt längliche wie rundliche Formen. Die glatte bis raue Haut ist im reifen Zustand weissgelb gefärbt. Die Deckfarbe fehlt. Jede Frucht ist netzartig oder zusammenhängend berostet.
Das  Fleisch ist gelblichweiss, knackend, grob und sehr saftig. Allerdings besitzt sie einen tiefen Zuckergehalt und schmeckt herbsauer. Sie wird schon am Baum teig (weich und braun).

## Nutzung
Da die Früchte der Sorte recht klein sind, ist ihre Nutzung nicht sehr einträglich. Die Sorte wird hauptsächlich zum Mosten verwendet. Früher diente sie auch der Herstellung von Birnendicksaft.

## Erntezeit und Lagerung
Ihre Essreife erreicht die Kalchbühler in der ersten Oktoberhälfte.

## Krankheiten
Die Sorte ist allgemein wenig krankheitsanfällig.